# 科羅拉多號戰艦
科羅拉多號戰艦（舷號BB-45）是一艘隸屬於美國海軍的戰艦，為科羅拉多級戰艦的首艦。是美軍第三艘以科羅拉多州為名的軍艦。
科羅拉多號在1919年於紐約造船廠建造，於1921年下水，在1923年服役。接著科羅拉多號以訓練為主，並參與多次艦隊解難演習（Fleet Problems）。1941年日本海軍偷襲珍珠港前數個月，科羅拉多號由夏威夷返回美國維修，僥倖避過一劫。1942年科羅拉多號返回前線作戰，並先後參與吉爾伯特及馬紹爾群島戰事、馬里亞納群島及帕勞戰事及雷伊泰灣海戰。海戰結束後科羅拉多號遭到神風特攻隊自殺飛機攻擊受創，一度要撤走維修；緊接在1945年的仁牙因灣戰役，科羅拉多號又曾遭友軍炮火擊傷。復修後科羅拉多號參與沖繩戰役，並協助盟軍在日本投降後佔領當地，然後返國待命。1947年科羅拉多號退役，並在1959年除籍出售拆解。
科羅拉多號在二戰共獲得七枚戰鬥之星。